# Meade (fiume)
Il Meade è un fiume degli Stati Uniti d'America che scorre in Alaska. Nasce sui Monti Brooks e poi sfocia nel Mare di Beaufort.